# 오르후스 극장

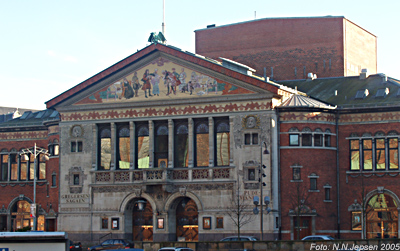
오르후스 극장

오르후스 극장(덴마크어: Aarhus Teater)은 덴마크 오르후스에 있는 극장이다.

## 상세
오르후스 극장이 들어서 있는 지금의 건물은 19세기 말에 옛 극장 건물을 철거하고 지어진 것으로서, '스베데카센' (Svedekassen, 사탕상자)란 별명이 붙어 있다. 19세기 들어 오르후스가 유틀란트에서 가장 큰 도시로 발전하면서 기존의 극장이 대중의 수요를 충족하기엔 너무 협소하다는 문제가 제기됐다. 이에 따라 덴마크의 건축가 하크 카프만 (1856-1920년)이 새로운 극장 건물을 설계하였고 1898년 8월 12일에 시공하였다. 그로부터 2년 만에 신 오르후스 극장이 완공되었고 1900년 9월 15일에 정식 개장하였다.
오르후스 극장의 양식은 아르누보이며, 자연적 소재에 국민낭만주의를 강조하였다. 극장 내부는 카를 한센 레이스트루프와 한스 타이네르 등의 작가가 꾸몄다. 극장 내에는 카페가 있는데 건축가 하크 카프만의 이름을 따서 '하크 카페'라는 이름을 붙였다.
오르후스 극장은 학생들을 대상으로 연기와 극본을 교육하는 4년제 프로그램을 운영하고 있다.